# 迪亚曼蒂努
迪亚曼蒂努是巴西马托格罗索州的一个市镇。总面积7630.212平方公里，总人口18634人，人口密度2.4人/平方公里。